# Carl-Olaf Homén
Carl-Olaf Lars Alexander Homén (* 24. März 1936 in Helsinki) ist ein ehemaliger finnlandschwedischer Politiker und Sportfunktionär.
Er war vom 1. Oktober 1974 bis zum 13. Juni 1975 Verteidigungsminister im ersten Kabinett Sorsa für die Schwedische Volkspartei.
Homén war viele Jahre als Sportfunktionär im Nationalen Olympischen Komitee von Finnland tätig. Etwa von 1969 bis 1973 als Generalsekretär, von 1981 bis 1984 als Vizepräsident und von 1984 bis 1988 als Präsident.
Von 1979 bis 1987 gehörte er dem Verwaltungsrat des Europäischen Leichtathletikverbandes an. Anschließend bekleidete Homén von 1987 bis 1999 das Amt des Präsidenten dieses Verbandes. Sein Nachfolger war der Schweizer Hansjörg Wirz. Heute ist Homén Ehrenpräsident des Verbandes.